# Język kutu
Język kutu (khutu, kikutu) – język bantu z grupy G, którym posługują się mieszkańcy dystryktu Kilosa i obszarów wiejskich w regionie Morogoro w Tanzanii. Nie należy go mylić z językiem mongo-nkundu, zwanym nieraz kutu.